# Конинг, Хенк (футболист)
Хендрикюс Маринюс (Хенк) Конинг (нидерл. Hendricus Marinus "Henk" Koning; 3 декабря 1934, Амстердам — 13 октября 2009, Димен) — нидерландский футболист, игравший на позициях полузащитника и защитника, выступал за команды «Аякс», «Гоу Эхед» и НЕК.

## Спортивная карьера
Хенк Конинг — воспитанник футбольного клуба «Аякс», в котором обучался с двенадцати лет. Летом 1957 года был заявлен за первую команду. В чемпионате Нидерландов дебютировал 11 мая 1958 года в гостевом матче против клуба НАК, заменив в стартовом составе полузащитника Вима Андерисена — встреча завершилась поражением его команды со счётом 2:1. В том сезоне он отметился лишь одним появлением на поле. В сезоне 1958/59 принял участие в трёх играх чемпионата. Последний матч за основной состав провёл 1 января 1959 года против клуба ЙОС, который проходил в рамках первого раунда Кубка Нидерландов. В сезоне 1959/60 был капитаном второй команды «Аякса», с которой выиграл чемпионат среди резервных составов.
В июне 1960 года Хенк был выставлен на трансфер, а уже в июле было объявлено о его переходе в «Гоу Эхед» из Девентера. По данным издания De Volkskrant, сумма трансфера составила 15 тысяч гульденов. В команде выступал на протяжении трёх сезонов, играл в полузащите и защите — в своём последнем сезоне занял с командой второе место в первом дивизионе. В июне 1963 года вместе с рядом игроков был выставлен на трансфер.
В конце июля 1963 года вместе с одноклубником Тео ван Дорневелдом стал игроком клуба НЕК из Неймегена. Во втором дивизионе впервые сыграл 25 августа в матче против АГОВВ, а первый гол забил 3 мая 1964 года во встрече с командой ЛОНГА. За пять сезонов сыграл всего 145 матчей и забил 1 гол за НЕК. В дальнейшем выступал за любительский клуб «Мербойс» из Амстердама.

## Личная жизнь
Хенк родился в декабре 1934 года в Амстердаме. Отец — Хармен Хендрик Конинг, родился в немецком Дюссельдорфе в семье нидерландцев, мать — Элизабет Йоханна Вилдсют, была родом из Утрехта.
Женился в возрасте двадцати четырёх лет — его супругой стала 23-летняя Розали Хогенбирк, уроженка Амстердама. Их брак был зарегистрирован 18 апреля 1959 года в Амстердаме.
Умер 13 октября 2009 года в Димене в возрасте 74 лет.

## Статистика по сезонам
| Клуб | Сезон   | Чемпионат Нидерландов | Чемпионат Нидерландов | Кубок Нидерландов | Кубок Нидерландов | Прочие | Прочие | Итого | Итого |
| Клуб | Сезон   | Игры                  | Голы                  | Игры              | Голы              | Игры   | Голы   | Игры  | Голы  |
| ---- | ------- | --------------------- | --------------------- | ----------------- | ----------------- | ------ | ------ | ----- | ----- |
| Аякс | 1957/58 | 1                     | 0                     | 0                 | 0                 |        |        | 1     | 0     |
| Аякс | 1958/59 | 3                     | 0                     | 1                 | 0                 |        |        | 4     | 0     |
| Аякс | Итого   | 4                     | 0                     | 1                 | 0                 |        |        | 5     | 0     |
| НЕК  | 1963/64 | 30                    | 1                     | 3                 | 0                 | 1      | 0      | 34    | 1     |
| НЕК  | 1964/65 | 28                    | 0                     | 1                 | 0                 |        |        | 29    | 0     |
| НЕК  | 1965/66 | 22                    | 0                     | 1                 | 0                 |        |        | 23    | 0     |
| НЕК  | 1966/67 | 38                    | 0                     | 1                 | 0                 |        |        | 39    | 0     |
| НЕК  | 1967/68 | 19                    | 0                     | 1                 | 0                 |        |        | 20    | 0     |
| НЕК  | Итого   | 137                   | 1                     | 7                 | 0                 | 1      | 0      | 145   | 1     |